# Petrorhagia wheeler-hainesii
Petrorhagia wheeler-hainesii är en nejlikväxtart som beskrevs av K.H. Rechinger. Petrorhagia wheeler-hainesii ingår i släktet klippnejlikor, och familjen nejlikväxter. Inga underarter finns listade i Catalogue of Life.